# Tai Verdes
Tai Verdes, pseudonimo di Tyler Colon (Los Angeles, 6 dicembre 1995), è un cantautore statunitense.
È salito alla ribalta grazie al singolo Stuck in the Middle, pubblicato nell'agosto 2020 e divenuto molto noto soprattutto grazie alla piattaforma social networking di TikTok. La canzone era anche contenuta nell'album in studio di debutto TV, che contenne un altro successo, ovvero A-O-K, che riuscì a superare anche i milioni di ascolti di Stuck in the Middle, raggiungendo addirittura il numero 34 Billboard Hot 100.

## Biografia
Tai Verdes nasce a Los Angeles il 6 dicembre 1995. Suo padre, James Harold Colon, lavorò come rappresentante della marca automobilistica Toyota, e apparve anche in una puntata del The Oprah Winfrey Show nella quale sponsorizzava un prodotto di tale marca automobilistica, mentre sua madre, Ladora, fu la rappresentatrice indipendente di una società di cosmetici ormai fallita. Ha anche un fratello di nome Miles.
In particolare, fu la figura materna ad avvicinarlo alla musica, iscrivendolo ad una lezione di musica all'età di 11 anni.
Sempre in età adolescenziale, giocò nella squadra di basketball del Babson College, suo ex liceo. Durante la pandemia di COVID-19, lavorò in un negozio di telefonia e nel mentre continuò a concentrarsi sulla propria carriera musicale.
Dopo la pubblicazione e il successivo successo del suo primo singolo, Stuck in the Middle, riuscì, inoltre, a firmare con l'ente discografico Arista, con cui fece uscire anche il suo album di debutto un anno dopo: TV.
Il 16 settembre 2022 esce ufficialmente il secondo album, ovvero HDTV, attualmente presente solo in formato digitale, e con tematiche simili al primo, oltre che a brani appartenenti a diversi generi musicali, tra i quali pop, rap, rock o R&B.

## Discografia

### Album in studio
2021 — TV
2022 — HDTV

### Singoli
2020 — Stuck in the Middle
2020 — DRUGS
2020 — Stuck in the Middle Pt. II (feat. Kiana Ledé)
2021 — BAD BAD News
2021 — we would have some cute kids.
2021 — A-O-K
2021 — feeling this bad (v2)
2021 — Seesh!
2021 — A-O-K (with 24kGoldn)
2021 — Let's go to Hell
2021 — A-O-K (with Manuel Turizo)
2022 — last day on earth
2022 — 3 outfits
2022 — 100sadsongs
2022 — sheluvme
2022 — how deep?
2023 – Sandman
2023 – All White
2023 – Sunset
2023 – Stars
2024 – Pipe Down